# Jules Soete (1857-1919)

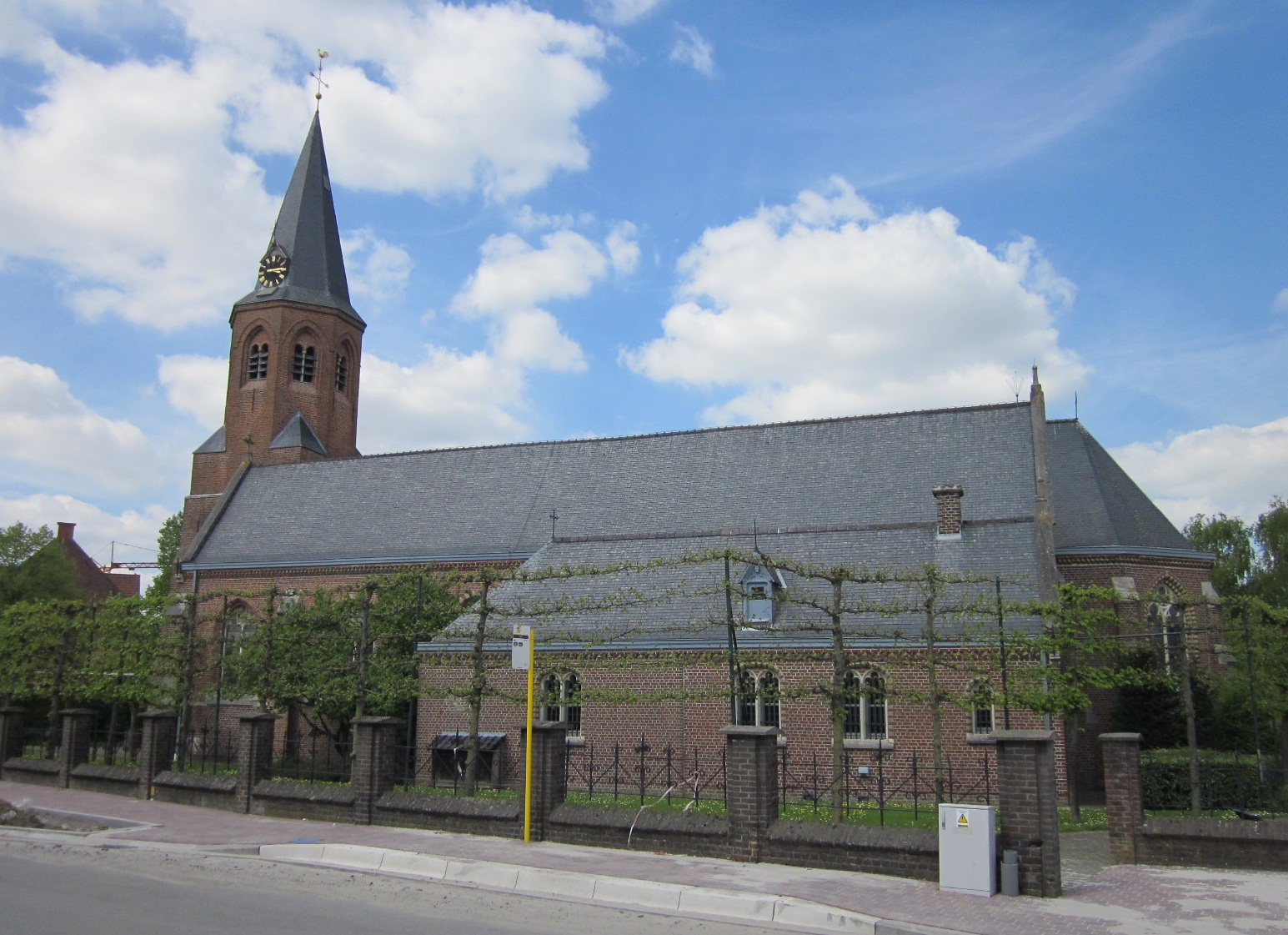
Sint-Martinuskerk van Oekene, ontworpen door Jules Soete.

Gustave Jules Soete (Pittem, 28 januari 1857 - onbekend, 1919) was een Belgische architect. Hij trouwde op 1 februari 1890 met Marie Eugénie Leonie Naert.
Soete ontwierp woonhuizen, een school en diverse kerken, waaronder de Sint-Amanduskerk in Meulebeke. Hij werkte mee aan het herstel van de Onze-Lieve-Vrouwekerk in Poperinge en ontwierp de toren van de Onze-Lieve-Vrouw-Hemelvaartkerk te Zandvoorde.